# Dissection
Dissection var ett svenskt death/black metal-band, ursprungligen från Strömstad, bildat 1989 av Jon Nödtveidt och Peter Palmdahl. Debutalbumet The Somberlain gavs ut 1993 och Storm of the Light's Bane två år senare. Bandet var i stort sett inaktivt mellan 1998 och 2004, för att efter en nystart ge ut sitt sista fullängdsalbum, Reinkaos, i april 2006. Dissection upphörde som band senare samma år.

## Historik

### Bildandet ochThe Somberlain(1989–1994)
Dissection bildades 1989 av gitarristen och sångaren Jon Nödtveidt, trummisen Ole Öhman och basisten Peter Palmdahl. Deras allra första låt, "Inhumanity Deformed", var ett Napalm Death-inspirerad grindcorestycke men snart utvecklade bandet sitt eget melankoliska och atmosfäriska death metal-sound. Bandets första demo, The Grief Prophecy producerades av Tomas Skogsberg och släpptes i februari 1991. På demon hörs även kompgitarristen Mattias "Mäbe" Johansson. Därefter rekryterades John Zwetsloot som andregitarrist och EP:n Into Infinite Obscurity gavs ut 1991 på det franska bolaget Corpse Grinder. Bandet gjorde en del spelningar där eget material blandades med coverversioner av Possessed- och Mayhem-låtar. Både Nödtveidt och Öhman gästspelade också på en Mayhemkonsert i Askim i december det året. Nödtveidt utgav samma år en demo med bandet Satanized tillsammans med sångaren Per Alexandersson från Nifelheim, trummisen Tobias Kjellgren från Decameron och andregitarristen Johan Norman.
Efter att bandet släppt The Somberlain Promo 1992 och ytterligare en demo, kallad Promo '93, med bland annat en cover på  Tormentors låt "Elisabeth Bathory", skrev bandet kontrakt med No Fashion Records. Dissections debutalbum spelades in i Hellspawn/Unisound studios och producerades av Dan Swanö (Edge of Sanity). Det första fullängdsalbumet, The Somberlain, gavs ut 1993 och dedicerades till den mördade Mayhem-gitarristen Euronymous. Albumet har många inslag av black metal medan death metal-soundet är mindre tydligt. Även om albumet är otvetydigt tungt är det också väl balanserat med melodiösa och akustiska partier. The Somberlain har återutgivits vid flera tillfällen, av Nuclear Blast 1997, Black Lodge 2004 samt 2006 av Black Horizon Music, The End Records & Norma Evangelium Diaboli. Black Lodge gav också ut en begränsad upplaga om 666 kopior 2005, i en träbox med CD och en t-shirt. 
Gruppen flyttade till Göteborg och delade replokal med At the Gates. Ett kortare samarbete inleddes också mellan sångaren Jon Nödtveidt och At the Gates musiker Jonas Björler på bas, Anders Björler på gitarr och Adrian Erlandsson på trummor. Projektet, kallat Terror, gav ut en demo i april 1994 men lades ner samma år. Under artistnamnet Shadow gav Nödtveidt med sidoprojektet Ophthalamia 1994 ut det bandets debutalbum, A Journey in Darkness. Dissection medverkade också det året på ett samlingsalbum utgivet av Wrong Again Records med låtarna "Elisabeth Bathory" och "Where Dead Angels Lie" samt en cover på Slayers The Antichrist på Black Sun Records samlingsalbum Satanic Slaughter.

### Storm of the Light's Baneoch Nödtveidts fängelsetid (1995–2003)
Bandet skrev kontrakt med Nuclear Blast och nästa album spelades in i Hellspawn/Unisound studios i mars 1995 och därefter genomförde bandet tre konserter i England tillsammans med Cradle of Filth. Vid en konsert på Kåren i Göteborg i oktober debuterade bandets nye trummis, Tobias Kellgren, och i november 1995 släpptes Dissections andra studioalbum, Storm of the Light's Bane, som kom att bli deras mest inflytelserika skiva, och räknas som en milstolpe i svensk hårdrockshistoria. Detta album hade ännu mer black/thrash metal-influenser, med ett mycket högre tempo än sin föregångare. Dissection turnerade under december i Nordeuropa tillsammans med Dismember och följde upp med englandsturné med At the Gates samt ett antal konserter i USA med At the Gates och Morbid Angel i början av 1996. I april återkom de till Europa för en turné tillsammans med Gorgoroth och Satyricon.
Under 1997 deltog bandet i Gods of Darkness-turnén tillsammans med Cradle of Filth, Dimmu Borgir och In Flames och uppträdde under sommaren på den tyska festivalen Wacken Open Air. Därefter lämnade både Palmdahl och Johan Norman bandet och en tid av inaktivitet inträdde. 
I december år 1997 blev frontmannen, Jon Nödtveidt, arresterad för mordet på Josef Ben Meddour, en 36-årig homosexuell algerier, vilket ägt rum ett halvår tidigare i Keillers park i Göteborg. Nödtveidt dömdes slutligen till tio års fängelse för medhjälp till mord och innehav av ett olagligt vapen.
Under Nödtveidts fängelsetid bidrog han som textförfattare till Diabolicums album The Dark Blood Rising (The Hatecrowned Retaliation) och 2003 utgavs Dissections första livealbum, Live Legacy, inspelat vid Wacken Open Air-konserten 1997.

### Återbildandet ochReinkaos(2004–2006)
När Nödtveidt frisläpptes i september 2004, hade en ny sättning av Dissection redan bildats, med Tomas Asklund (Dark Funeral, Infernal) på trummor, Brice Leclercq (Nightrage, Satyricon) på bas samt Set Teitan (Aborym, Bloodline, Watain) på gitarr. Den påföljande turnén benämndes Rebirth of Dissection och gensvaret från publiken var entusiastiskt; i Stockholm fick spelningen flyttas från den mindre Klubben till den större lokalen Arenan. Den nya singeln "Maha Kali", en hymn till den hinduiska dödsgudinnan Kali, var endast tillgänglig i samband med konserterna. Singeln gick in på 50:de plats på svenska singellistan. En planerad konsert på Metalist-festivalen i Israel fick ställas in, eftersom Megadeths frontman Dave Mustaine vägrade spela på samma scen som ett satanistiskt band. Leclercq lämnade hastigt bandet inför en festivalspelning i Ungern men bandet genomförde konserten som trio. Ett antal spelningar i Sydamerika var inplanerade men konserterna i både Chile och Venezuela ställdes in; enligt bandet för att turnéledningen inte skött sina åtaganden. Tillbaka i Sverige började Dissection arbetet med ett nytt album i Black Syndicate Studios, med Jons bror, Emil Nödtveidt och Skinny Kangur, båda från Deathstars som producenter. Det nya albumet, kallat Reinkaos, gavs ut den 30 april 2006. The End Records gav under sommaren även ut bandets tidigare album, EP-skivor och demoutgivningar. 
Dissection gjorde sin sista spelning, tillsammans med Nifelheim och Deathstars, på Hovet midsommardagen den 24 juni 2006. Spelningen kallades Midsummer Massacre '06.
Nödtveidt påträffades den 16 augusti 2006 död av polisen i sitt hem. Han hade tagit sitt liv och enligt bandets uttalande låg ingen form av depression bakom självmordet, utan det var Nödtveidts sätt att följa den satanistiska vägen, i vilken man själv anses bestämma över sitt liv och därmed själv väljer när man vill avsluta livet. När han ansåg sina mål vara uppfyllda, valde han att ända sitt liv. Dissection upphörde därefter som band.

## Medlemmar
Senaste medlemmar
- Jon Nödtveidt – sång, gitarr (1989–1997, 2004–2006; död 2006)
- Set Teitan (Davide Totaro) – gitarr (2004–2006)
- Tomas Asklund – trummor (2004–2006)

Tidigare medlemmar
- Peter Palmdahl – basgitarr (1989–1997)
- Ole Öhman – trummor (1990–1995)
- John Zwetsloot – gitarr (1991–1994)
- Johan Norman – gitarr (1994–1997)
- Tobias Kellgren – trummor (1995–1997)
- Brice Leclerq – basgitarr (2004–2005)
- Haakon Nikolas Forwald – basgitarr (2005)

Turnerande medlemmar
- Mäbe (Mattias Johansson) – gitarr (1990–1991)
- Night (Emil Nödtveit) – basgitarr (1997)
- Erik Danielsson – basgitarr (2005–2006)
- Brice Leclerq – basgitarr (2006)

## Diskografi
Demo
- The Grief Prophecy (1990)
- The Somberlain Promo (1992)
- Promo '93 (1993)
- Storm of the Light's Bane Rough-Mix (1995)
- Promo 2005 (2005)

Studioalbum
- The Somberlain (1993)
- Storm of the Light's Bane (1995)
- Reinkaos (2006)

Livealbum
- Live Legacy (2003)
- Live in Stockholm 2004 (2009)
- Live Rebirth (2010)

EP
- Into Infinite Obscurity (1991)
- Where Dead Angels Lie  (1996)

Singel
- "Maha Kali" (2004)
- "Starless Aeon" (2006)

Samlingsalbum
- The Past Is Alive (The Early Mischief) (1998)

Video
- Live & Plugged Vol. 2 (1997) (delad VHS med Dimmu Borgir)
- Rebirth of Dissection (DVD) (2006)

Annat
- Where Dead Angels Lie / Bastard Saints (split: Dissection / Sinister)